# Historial de la Primera divisió espanyola de futbol
La Lliga espanyola de futbol la guanya l'equip millor classificat en acabar la temporada, guardant el trofeu durant un any, fins a conèixer el nou campió. No obstant això, l'equip que aconsegueix guanyar en cinc ocasions alternes o tres vegades consecutives el mateix trofeu, es queda amb ell en propietat, i un nou trofeu es posa en joc. Cal puntualitzar que quan això passa, tots els equips tornen a partir de zero per obtenir de nou el trofeu en propietat.
Els únics equips amb almenys un trofeu guanyat en propietat són l'Athletic Club, que va aconseguir el primer, el Reial Madrid CF amb 5 i el FC Barcelona, també amb 5. En negreta s'indiquen les lligues en virtut de les quals el corresponent equip guanya un trofeu.

## Historial dels campionats
| Temporada                                                                  | Equips | Jorn. | Campió (Lligaª)             | Punts | Subcampió              | Punts | Tercer classificat     | Punts | Pitxitxi                                | Gols | Zamora                     | Gols    |
| -------------------------------------------------------------------------- | ------ | ----- | --------------------------- | ----- | ---------------------- | ----- | ---------------------- | ----- | --------------------------------------- | ---- | -------------------------- | ------- |
| Primer Trofeu de primera divisió ( Athletic Club, 1929-1943)               |        |       |                             |       |                        |       |                        |       |                                         |      |                            |         |
| 1928-29                                                                    | 10     | 18    | F. C. Barcelona (1a)        | 25    | Reial Madrid CF        | 23    | Athletic Club          | 20    | Bienzobas                               | 14   | Zamora                     | 24      |
| 1929-30                                                                    | 10     | 18    | Athletic Club (1a)          | 30    | F. C. Barcelona        | 23    | Arenas de Getxo        | 20    | Gorostiza                               | 19   | Blasco                     | 20      |
| 1930-31                                                                    | 10     | 18    | Athletic Club (2a)          | 22    | Racing de Santander    | 22    | Reial Societat         | 22    | Bata                                    | 27   | Zarraonandia               | 27      |
| 1931-32                                                                    | 10     | 18    | Reial Madrid CF (1a)        | 28    | Athletic Club          | 25    | F. C. Barcelona        | 24    | Gorostiza                               | 12   | Zamora                     | 15      |
| 1932-33                                                                    | 10     | 18    | Reial Madrid CF (2a)        | 28    | Athletic Club          | 26    | RCD Espanyol           | 22    | Olivares                                | 16   | Zamora                     | 17      |
| 1933-34                                                                    | 10     | 18    | Athletic Club (3a)          | 24    | Reial Madrid CF        | 22    | Racing de Santander    | 19    | Lángara                                 | 27   | Blasco                     | 21      |
| 1934-35                                                                    | 12     | 22    | Reial Betis (1a)            | 34    | Reial Madrid CF        | 33    | Reial Oviedo           | 26    | Lángara                                 | 26   | Urquiaga                   | 19      |
| 1935-36                                                                    | 12     | 22    | Athletic Club (4a)          | 31    | Reial Madrid CF        | 29    | Reial Oviedo           | 28    | Lángara                                 | 27   | Blasco                     | 30      |
| 1939-40                                                                    | 12     | 22    | Atlético Aviación (1a)      | 29    | Sevilla F. C.          | 28    | Athletic Club          | 26    | Unamuno                                 | 20   | Tabales                    | 29      |
| 1940-41                                                                    | 12     | 22    | Atlético Aviación (2a)      | 33    | Athletic Club          | 31    | València C. F.         | 27    | Pruden                                  | 30   | Echevarría                 | 21      |
| 1941-42                                                                    | 14     | 26    | València C. F. (1a)         | 40    | Reial Madrid CF        | 33    | Atlético Aviación      | 33    | Mundo                                   | 27   | Acuña                      | 37      |
| 1942-43                                                                    | 14     | 26    | Athletic Club (5a)          | 36    | Sevilla F. C.          | 33    | F. C. Barcelona        | 32    | M. Martín                               | 32   | Acuña                      | 31      |
| Segon Trofeu de primera divisió Futbol Club Barcelona, 1943-1953)          |        |       |                             |       |                        |       |                        |       |                                         |      |                            |         |
| 1943-44                                                                    | 14     | 26    | València C. F. (2a)         | 40    | Atlético Aviación      | 34    | Sevilla F. C.          | 32    | Mundo                                   | 27   | Eizaguirre                 | 32      |
| 1944-45                                                                    | 14     | 26    | F. C. Barcelona (2a)        | 39    | Reial Madrid CF        | 38    | Atlético Aviación      | 31    | Zarra                                   | 19   | Eizaguirre                 | 28      |
| 1945-46                                                                    | 14     | 26    | Sevilla F. C. (1a)          | 36    | F. C. Barcelona        | 35    | Athletic Club          | 33    | Zarra                                   | 24   | Bañón                      | 29      |
| 1946-47                                                                    | 14     | 26    | València C. F. (3a)         | 34    | Athletic Club          | 34    | Atlètic de Madrid      | 32    | Zarra                                   | 34   | Lezama                     | 29      |
| 1947-48                                                                    | 14     | 26    | F. C. Barcelona (3a)        | 37    | València C. F.         | 34    | Atlètic de Madrid      | 33    | Pahiño                                  | 23   | Velasco                    | 31      |
| 1948-49                                                                    | 14     | 26    | F. C. Barcelona (4a)        | 37    | València C. F.         | 35    | Reial Madrid CF        | 34    | César                                   | 28   | Domingo                    | 28      |
| 1949-50                                                                    | 14     | 26    | Atlètic de Madrid (3a)      | 33    | Deportivo de La Coruña | 32    | València C. F.         | 31    | Zarra                                   | 25   | Acuña                      | 29      |
| 1950-51                                                                    | 16     | 30    | Atlètic de Madrid (4a)      | 40    | Sevilla F. C.          | 38    | València C. F.         | 37    | Zarra                                   | 38   | Acuña                      | 36      |
| 1951-52                                                                    | 16     | 30    | F. C. Barcelona (5a)        | 43    | Athletic Club          | 40    | Reial Madrid CF        | 38    | Pahiño                                  | 28   | Ramallets                  | 40      |
| 1952-53                                                                    | 16     | 30    | F. C. Barcelona (6a)        | 42    | València C. F.         | 40    | Reial Madrid CF        | 39    | Zarra                                   | 24   | Domingo                    | 34      |
| Tercer Trofeu de primera divisió ( Reial Madrid Club de Futbol, 1953-1961) |        |       |                             |       |                        |       |                        |       |                                         |      |                            |         |
| 1953-54                                                                    | 16     | 30    | Reial Madrid CF (3a)        | 40    | F. C. Barcelona        | 36    | València C. F.         | 34    | Di Stéfano                              | 27   | Otero                      | 35      |
| 1954-55                                                                    | 16     | 30    | Reial Madrid CF (4a)        | 46    | F. C. Barcelona        | 41    | Athletic Club          | 39    | Arza                                    | 28   | Juan Alonso                | 24      |
| 1955-56                                                                    | 16     | 30    | Athletic Club (6a)          | 48    | F. C. Barcelona        | 47    | Reial Madrid CF        | 38    | Di Stéfano                              | 24   | Ramallets                  | 24      |
| 1956-57                                                                    | 16     | 30    | Reial Madrid CF (5a)        | 44    | Sevilla F. C.          | 39    | F. C. Barcelona        | 39    | Di Stéfano                              | 31   | Ramallets                  | 35      |
| 1957-58                                                                    | 16     | 30    | Reial Madrid CF (6a)        | 45    | Atlètic de Madrid      | 42    | F. C. Barcelona        | 38    | 3 jugadors Di Stéfano Ricardo Badenes   | 19   | Goyo                       | 28      |
| 1958-59                                                                    | 16     | 30    | F. C. Barcelona (7a)        | 51    | Reial Madrid CF        | 47    | Athletic Club          | 36    | Di Stéfano                              | 23   | Ramallets                  | 23      |
| 1959-60                                                                    | 16     | 30    | F. C. Barcelona (8a)        | 46    | Reial Madrid CF        | 46    | Athletic Club          | 39    | Puskás                                  | 26   | Ramallets                  | 24      |
| 1960-61                                                                    | 16     | 30    | Reial Madrid CF (7a)        | 52    | Atlètic de Madrid      | 40    | Reial Saragossa        | 33    | Puskás                                  | 27   | Vicente                    | 25      |
| Quart Trofeu de primera divisió ( Reial Madrid Club de Futbol, 1961-1964)  |        |       |                             |       |                        |       |                        |       |                                         |      |                            |         |
| 1961-62                                                                    | 16     | 30    | Reial Madrid CF (8a)        | 43    | F. C. Barcelona        | 40    | Atlètic de Madrid      | 36    | Seminario                               | 25   | Araquistáin                | 19      |
| 1962-63                                                                    | 16     | 30    | Reial Madrid CF (9a)        | 49    | Atlètic de Madrid      | 37    | Reial Oviedo           | 33    | Puskás                                  | 26   | Vicente                    | 26      |
| 1963-64                                                                    | 16     | 30    | Reial Madrid CF (10a)       | 46    | F. C. Barcelona        | 42    | Reial Betis            | 37    | Puskás                                  | 20   | Vicente                    | 10      |
| Cinquè Trofeu de primera divisió ( Reial Madrid Club de Futbol, 1964-1969) |        |       |                             |       |                        |       |                        |       |                                         |      |                            |         |
| 1964-65                                                                    | 16     | 30    | Reial Madrid CF (11a)       | 47    | Atlètic de Madrid      | 43    | Reial Saragossa        | 40    | Ré                                      | 25   | Betancort                  | 15      |
| 1965-66                                                                    | 16     | 30    | Atlètic de Madrid (5a)      | 44    | Reial Madrid CF        | 43    | F. C. Barcelona        | 38    | Vavá II                                 | 19   | Pesudo                     | 15      |
| 1966-67                                                                    | 16     | 30    | Reial Madrid CF (12a)       | 47    | F. C. Barcelona        | 42    | RCD Espanyol           | 37    | Waldo                                   | 24   | Betancort                  | 15      |
| 1967-68                                                                    | 16     | 30    | Reial Madrid CF (13a)       | 42    | F. C. Barcelona        | 39    | U. D. Las Palmas       | 38    | Uriarte                                 | 22   | Junquera                   | 19      |
| 1968-69                                                                    | 16     | 30    | Reial Madrid CF (14a)       | 47    | U. D. Las Palmas       | 38    | F. C. Barcelona        | 36    | 2 jugadors Amancio Gárate               | 14   | Sadurní                    | 18      |
| Sisè Trofeu de primera divisió ( Reial Madrid Club de Futbol, 1969-1979)   |        |       |                             |       |                        |       |                        |       |                                         |      |                            |         |
| 1969-70                                                                    | 16     | 30    | Atlètic de Madrid (6a)      | 42    | Athletic Club          | 41    | Sevilla F. C.          | 35    | 3 jugadors Amancio Gárate Luis Aragonés | 16   | Iribar                     | 20      |
| 1970-71                                                                    | 16     | 30    | València C. F. (4a)         | 43    | F. C. Barcelona        | 43    | Atlètic de Madrid      | 42    | 2 jugadors Gárate Rexach                | 17   | Abelardo                   | 19      |
| 1971-72                                                                    | 18     | 34    | Reial Madrid CF (15a)       | 47    | València C. F.         | 45    | F. C. Barcelona        | 43    | Porta                                   | 20   | Deusto                     | 17      |
| 1972-73                                                                    | 18     | 34    | Atlètic de Madrid (7a)      | 48    | F. C. Barcelona        | 46    | RCD Espanyol           | 45    | Marianín                                | 19   | Reina                      | 21      |
| 1973-74                                                                    | 18     | 34    | F. C. Barcelona (9a)        | 50    | Atlètic de Madrid      | 42    | Reial Saragossa        | 40    | Quini                                   | 20   | Sadurní                    | 22      |
| 1974-75                                                                    | 18     | 34    | Reial Madrid CF (16a)       | 50    | Reial Saragossa        | 38    | F. C. Barcelona        | 37    | Carlos                                  | 19   | Sadurní                    | 19      |
| 1975-76                                                                    | 18     | 34    | Reial Madrid CF (17a)       | 48    | F. C. Barcelona        | 43    | Atlètic de Madrid      | 42    | Quini                                   | 21   | Miguel Ángel               | 23      |
| 1976-77                                                                    | 18     | 34    | Atlètic de Madrid (8a)      | 46    | F. C. Barcelona        | 45    | Athletic Club          | 38    | Kempes                                  | 24   | Reina                      | 29      |
| 1977-78                                                                    | 18     | 34    | Reial Madrid CF (18a)       | 47    | F. C. Barcelona        | 41    | Athletic Club          | 40    | Kempes                                  | 28   | Artola                     | 23      |
| 1978-79                                                                    | 18     | 34    | Reial Madrid CF (19a)       | 47    | Sporting de Gijón      | 43    | Atlètic de Madrid      | 41    | Krankl                                  | 29   | Manzanedo                  | 23      |
| Setè Trofeu de primera divisió ( Reial Madrid Club de Futbol, 1979-1988)   |        |       |                             |       |                        |       |                        |       |                                         |      |                            |         |
| 1979-80                                                                    | 18     | 34    | Reial Madrid CF (20a)       | 53    | Reial Societat         | 52    | Sporting de Gijón      | 39    | Quini                                   | 24   | Arconada                   | 20      |
| 1980-81                                                                    | 18     | 34    | Reial Societat (1a)         | 45    | Reial Madrid CF        | 45    | Atlètic de Madrid      | 42    | Quini                                   | 20   | Arconada                   | 29      |
| 1981-82                                                                    | 18     | 34    | Reial Societat (2a)         | 47    | F. C. Barcelona        | 45    | Reial Madrid CF        | 44    | Quini                                   | 26   | Arconada                   | 33      |
| 1982-83                                                                    | 18     | 34    | Athletic Club (7a)          | 50    | Reial Madrid CF        | 49    | Atlètic de Madrid      | 46    | Rincón                                  | 20   | Agustín                    | 22      |
| 1983-84                                                                    | 18     | 34    | Athletic Club (8a)          | 49    | Reial Madrid CF        | 49    | F. C. Barcelona        | 48    | 2 jugadors Juanito Da Silva             | 17   | Urruti                     | 26      |
| 1984-85                                                                    | 18     | 34    | F. C. Barcelona (10a)       | 53    | Atlètic de Madrid      | 43    | Athletic Club          | 41    | H. Sánchez                              | 19   | Ablanedo                   | 22      |
| 1985-86                                                                    | 18     | 34    | Reial Madrid CF (21a)       | 56    | F. C. Barcelona        | 45    | Athletic Club          | 43    | H. Sánchez                              | 22   | Ablanedo                   | 27      |
| 1986-87                                                                    | 18     | 44    | Reial Madrid CF (22a)       | 66    | F. C. Barcelona        | 63    | RCD Espanyol           | 51    | H. Sánchez                              | 34   | Zubizarreta                | 29      |
| 1987-88                                                                    | 20     | 38    | Reial Madrid CF (23a)       | 62    | Reial Societat         | 51    | Atlètic de Madrid      | 48    | H. Sánchez                              | 29   | Buyo                       | 23      |
| Vuitè Trofeu de primera divisió Futbol Club Barcelona, 1988-1993)          |        |       |                             |       |                        |       |                        |       |                                         |      |                            |         |
| 1988-89                                                                    | 20     | 38    | Reial Madrid CF (24a)       | 62    | F. C. Barcelona        | 57    | València C. F.         | 49    | Baltazar                                | 35   | Otxotorena                 | 25      |
| 1989-90                                                                    | 20     | 38    | Reial Madrid CF (25a)       | 62    | València C. F.         | 53    | F. C. Barcelona        | 51    | H. Sánchez                              | 38   | Ablanedo                   | 25      |
| 1990-91                                                                    | 20     | 38    | F. C. Barcelona (11a)       | 57    | Atlètic de Madrid      | 47    | Reial Madrid CF        | 46    | Butragueño                              | 19   | Abel                       | 17      |
| 1991-92                                                                    | 20     | 38    | F. C. Barcelona (12a)       | 55    | Reial Madrid CF        | 54    | Atlètic de Madrid      | 53    | Manolo                                  | 27   | Buyo                       | 27      |
| 1992-93                                                                    | 20     | 38    | F. C. Barcelona (13a)       | 58    | Reial Madrid CF        | 57    | Deportivo de La Coruña | 54    | Bebeto                                  | 29   | 2 jugadors Liaño Cañizares | 31 / 30 |
| Novè Trofeu de primera divisió ( Futbol Club Barcelona, 1993-2006)         |        |       |                             |       |                        |       |                        |       |                                         |      |                            |         |
| 1993-94                                                                    | 20     | 38    | F. C. Barcelona (14a)       | 56    | Deportivo de La Coruña | 56    | Reial Saragossa        | 46    | Romário                                 | 30   | Liaño                      | 18      |
| 1994-95                                                                    | 20     | 38    | Reial Madrid CF (26a)       | 55    | Deportivo de La Coruña | 51    | Reial Betis            | 46    | Zamorano                                | 28   | Jaro                       | 25      |
| 1995-96                                                                    | 22     | 42    | Atlètic de Madrid (9a)      | 87    | València C. F.         | 83    | F. C. Barcelona        | 80    | Pizzi                                   | 31   | Molina                     | 32      |
| 1996-97                                                                    | 22     | 42    | Reial Madrid CF (27a)       | 92    | F. C. Barcelona        | 90    | Deportivo de La Coruña | 77    | Ronaldo                                 | 34   | Songo'o                    | 28      |
| 1997-98                                                                    | 20     | 38    | F. C. Barcelona (15a)       | 74    | Athletic Club          | 65    | Reial Societat         | 63    | Vieri                                   | 24   | Toni                       | 31      |
| 1998-99                                                                    | 20     | 38    | F. C. Barcelona (16a)       | 79    | Reial Madrid CF        | 68    | RCD Mallorca           | 66    | Raúl                                    | 25   | Roa                        | 29      |
| 1999-00                                                                    | 20     | 38    | Deportivo de La Coruña (1a) | 69    | F. C. Barcelona        | 64    | València C. F.         | 64    | Salva                                   | 27   | Martín Herrera             | 37      |
| 2000-01                                                                    | 20     | 38    | Reial Madrid CF (28a)       | 80    | Deportivo de La Coruña | 73    | RCD Mallorca           | 71    | Raúl                                    | 24   | Cañizares                  | 34      |
| 2001-02                                                                    | 20     | 38    | València C. F. (5a)         | 75    | Deportivo de La Coruña | 68    | Reial Madrid CF        | 66    | Tristán                                 | 21   | Cañizares                  | 23      |
| 2002-03                                                                    | 20     | 38    | Reial Madrid CF (29a)       | 78    | Reial Societat         | 76    | Deportivo de La Coruña | 72    | Makaay                                  | 29   | Cavallero                  | 27      |
| 2003-04                                                                    | 20     | 38    | València C. F. (6a)         | 77    | F. C. Barcelona        | 72    | Deportivo de La Coruña | 71    | Ronaldo                                 | 24   | Cañizares                  | 25      |
| 2004-05                                                                    | 20     | 38    | F. C. Barcelona (17a)       | 84    | Reial Madrid CF        | 80    | Vila-real C. F.        | 65    | Forlán                                  | 25   | Víctor Valdés              | 25      |
| 2005-06                                                                    | 20     | 38    | F. C. Barcelona (18a)       | 82    | Reial Madrid CF        | 70    | València C. F.         | 69    | Eto'o                                   | 26   | Pinto                      | 28      |
| Desè Trofeu de primera divisió ( Futbol Club Barcelona, 2006-2011)         |        |       |                             |       |                        |       |                        |       |                                         |      |                            |         |
| 2006-07                                                                    | 20     | 38    | Reial Madrid CF (30a)       | 76    | F. C. Barcelona        | 76    | Sevilla F. C.          | 71    | V. Nistelrooy                           | 25   | Abbondanzieri              | 30      |
| 2007-08                                                                    | 20     | 38    | Reial Madrid CF (31a)       | 85    | Vila-real C. F.        | 77    | F. C. Barcelona        | 67    | Güiza                                   | 27   | Casillas                   | 32      |
| 2008-09                                                                    | 20     | 38    | F. C. Barcelona (19a)       | 87    | Reial Madrid CF        | 78    | Sevilla F. C.          | 70    | Forlán                                  | 32   | Víctor Valdés              | 31      |
| 2009-10                                                                    | 20     | 38    | F. C. Barcelona (20a)       | 99    | Reial Madrid CF        | 96    | València C. F.         | 71    | Messi                                   | 34   | Víctor Valdés              | 24      |
| 2010-11                                                                    | 20     | 38    | F. C. Barcelona (21a)       | 96    | Reial Madrid CF        | 92    | València C. F.         | 71    | C. Ronaldo                              | 41   | Víctor Valdés              | 16      |
| Onzè Trofeu de primera divisió ( Futbol Club Barcelona, (2011-2019)        |        |       |                             |       |                        |       |                        |       |                                         |      |                            |         |
| 2011-12                                                                    | 20     | 38    | Reial Madrid CF (32a)       | 100   | F. C. Barcelona        | 91    | València C. F.         | 61    | Messi                                   | 50   | Víctor Valdés              | 28      |
| 2012-13                                                                    | 20     | 38    | F. C. Barcelona (22a)       | 100   | Reial Madrid CF        | 85    | Atlètic de Madrid      | 76    | Messi                                   | 46   | Courtois                   | 28      |
| 2013-14                                                                    | 20     | 38    | Atlètic de Madrid (10a)     | 90    | F. C. Barcelona        | 87    | Reial Madrid CF        | 87    | C. Ronaldo                              | 31   | Courtois                   | 24      |
| 2014-15                                                                    | 20     | 38    | F. C. Barcelona (23a)       | 94    | Reial Madrid CF        | 92    | Atlètic de Madrid      | 78    | C. Ronaldo                              | 48   | Bravo                      | 19      |
| 2015-16                                                                    | 20     | 38    | F. C. Barcelona (24a)       | 91    | Reial Madrid CF        | 90    | Atlètic de Madrid      | 88    | Luis Suárez                             | 40   | Jan Oblak                  | 18      |
| 2016-17                                                                    | 20     | 38    | Reial Madrid CF (33a)       | 93    | F. C. Barcelona        | 90    | Atlètic de Madrid      | 78    | Messi                                   | 37   | Jan Oblak                  | 21      |
| 2017-18                                                                    | 20     | 38    | F. C. Barcelona (25a)       | 93    | Atlètic de Madrid      | 79    | Reial Madrid CF        | 76    | Messi                                   | 34   | Jan Oblak                  | 22      |
| 2018-19                                                                    | 20     | 38    | F. C. Barcelona (26a)       | 87    | Atlètic de Madrid      | 76    | Reial Madrid CF        | 68    | Messi                                   | 36   | Jan Oblak                  | 27      |
| Dotzè Trofeu de primera divisió (2019-)                                    |        |       |                             |       |                        |       |                        |       |                                         |      |                            |         |
| 2019-20                                                                    | 20     | 38    | Reial Madrid CF (34a)       | 87    | F. C. Barcelona        | 82    | Atlètic de Madrid      | 70    | Messi                                   | 25   | Courtois                   | 20      |
| 2020-21                                                                    | 20     | 38    | Atlètic de Madrid (11a)     | 86    | Reial Madrid CF        | 84    | F. C. Barcelona        | 79    | Messi                                   | 30   | Jan Oblak                  | 24      |
| 2021-22                                                                    | 20     | 38    | Reial Madrid CF (35a)       | 86    | F. C. Barcelona        | 73    | Atlètic de Madrid      | 71    | Benzema                                 | 27   | Bounou                     | 24      |
| 2022-23                                                                    | 20     | 38    | F. C. Barcelona (27a)       | 88    | Reial Madrid CF        | 78    | Atlètic de Madrid      | 77    | Lewandowski                             | 23   | Ter Stegen                 | 18      |
| 2023-24                                                                    | 20     | 38    | Reial Madrid CF (36a)       | 95    | F. C. Barcelona        | 85    | Girona FC              | 81    | Dòvbik                                  | 24   | Simón                      | 33      |

### Trofeus en propietat
El trofeu de la Lliga es lliura al club campió, que el conserva durant un any per després cedir-lo al vencedor de la següent edició. Després de tornar-lo, els clubs només poden exhibir a les seves vitrines una còpia a escala reduïda de la copa original. No obstant això, l'equip que aconsegueix guanyar en cinc ocasions alternes o tres consecutives el mateix trofeu, es queda amb ell en propietat i es comença un nou cicle posant tots els comptadors de títols a zero. A partir de la temporada 2019-20 està en disputa el dotzè trofeu, havent-se repartit tres clubs la propietat dels onze anteriors:
- Reial Madrid CF: propietari de cinc trofeus de Lliga, del tercer al setè (1953-61, 1961-64, 1964-69, 1969-79 i 1979-88).
- F. C. Barcelona: propietari de cinc trofeus, el segon (1943-53), el vuitè (1988-93), el novè (1993-2006), el desè (2006-11) i l'onzè (2011-2019).
- Athletic Club: va guanyar en propietat el primer trofeu (disputat entre 1929 i 1943).

| Trofeu | Any         | Club                                                                  | Títols                                                                |
| ------ | ----------- | --------------------------------------------------------------------- | --------------------------------------------------------------------- |
| 1r     | 1929 - 1943 | Athletic Club                                                         | 1929-30, 1930-31, 1933-34, 1935-36, 1942-43                           |
| 2n     | 1943 - 1953 | F. C. Barcelona                                                       | 1944-45, 1947-48, 1948-49, 1951-52, 1952-53                           |
| 3r     | 1953 - 1961 | Reial Madrid CF                                                       | 1953-54, 1954-55, 1956-57, 1957-58, 1960-61                           |
| 4t     | 1961 - 1964 | Reial Madrid CF                                                       | 1961-62, 1962-63, 1963-64                                             |
| 5è     | 1964 - 1969 | Reial Madrid CF                                                       | 1966-67, 1967-68, 1968-69                                             |
| 6è     | 1969 - 1979 | Reial Madrid CF                                                       | 1971-72, 1974-75, 1975-76, 1977-78, 1978-79                           |
| 7è     | 1979 - 1988 | Reial Madrid CF                                                       | 1985-86, 1986-87, 1987-88                                             |
| 8è     | 1988 - 1993 | F. C. Barcelona                                                       | 1990-91, 1991-92, 1992-93                                             |
| 9è     | 1993 - 2006 | F. C. Barcelona                                                       | 1993-94, 1997-98, 1998-99, 2004-05, 2005-06                           |
| 10è    | 2006 - 2011 | F. C. Barcelona                                                       | 2008-09, 2009-10, 2010-11                                             |
| 11è    | 2011 - 2019 | F. C. Barcelona                                                       | 2012-13, 2014-15, 2015-16, 2017-18, 2018-19                           |
| 12è    | 2019 -      | A l'equip que guanyi en cinc ocasions alternes o tres de consecutives | A l'equip que guanyi en cinc ocasions alternes o tres de consecutives |